# أوعية معدنية فينيقية

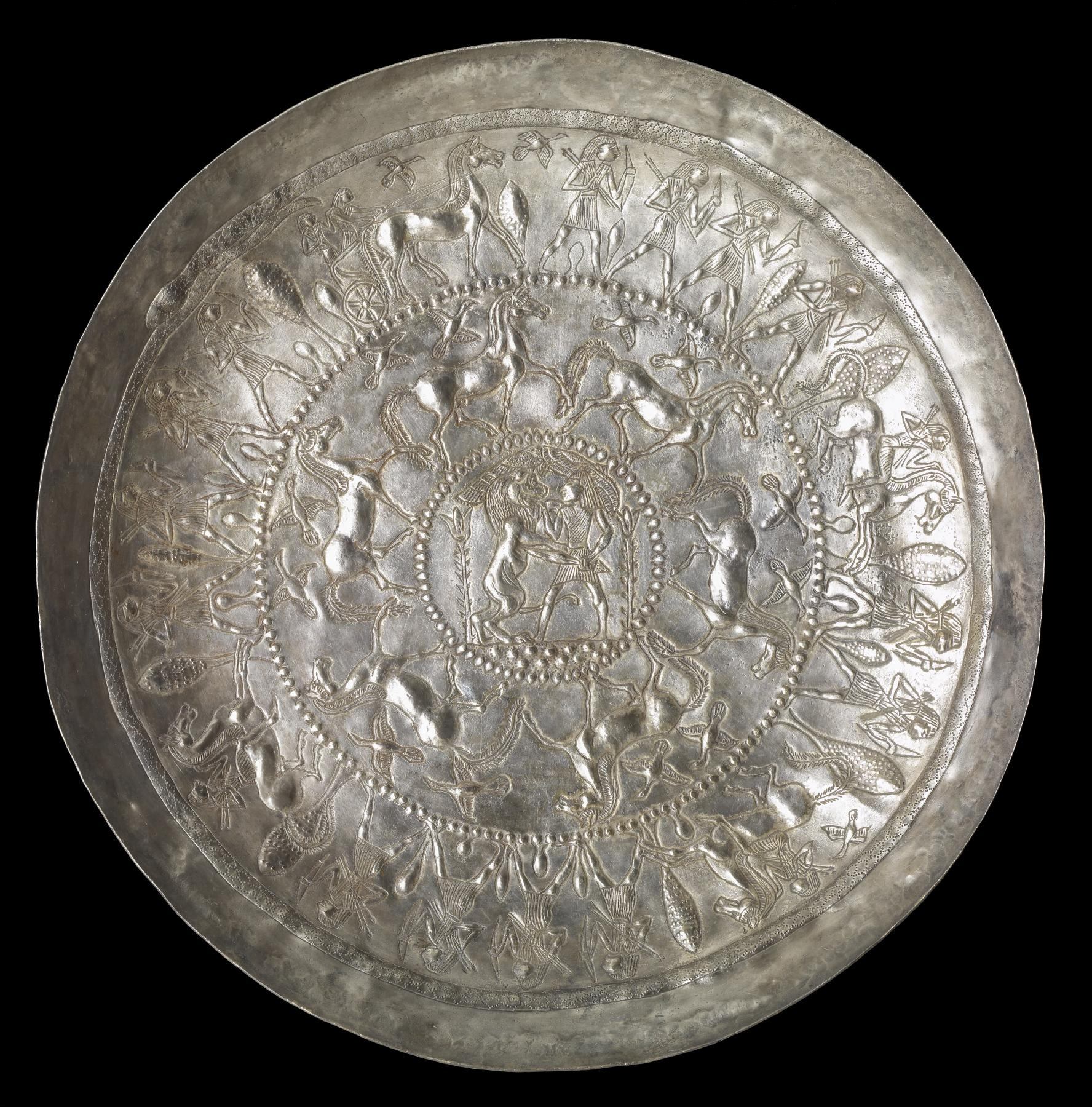
وعاء فينيقي مطلي بالفضة من متحف والترز للفنون يُظهر مشهد صيد، تم اكتشافه في الأصل في تومبا باربيريني

الأوعية المعدنية الفينيقية هي أوعية تتكون من حوالي 90 وعاء مزخرفًا صُنعَت في القرنين السابع والثامن قبل الميلاد من البرونز والفضة والذهب (غالبًا على شكل إلكتروم)، والتي تم العثور عليها منذ منتصف القرن التاسع عشر في شرق البحر الأبيض المتوسط والعراق. وقد نُسبت تاريخيًا إلى الفينيقيين ، ولكن يُعتقد اليوم أنها صُنعت على يد مجموعة أوسع من شعوب بلاد الشام والعراق.
اكتشف أوستن هنري لايارد في عام 1849 الأوعية الأولى التي تم نشرها في قصر آشور ناصربال الثاني في نمرود. لم يكن اكتشاف هذه الأوعية بدايةً لمجموعة الأوعية المعدنية الفينيقية المعروفة فحسب، بل وفقًا لنيكولاس فيلا: "أدى فعليًا إلى ولادة الفن الفينيقي كأسلوب، وهو تعريف لا يزال مؤرخو الفن يتفقون عليه إلى حد كبير". إنها قطع أثرية أساسية في دراسة الفن الفينيقي، إلى جانب عاجيات نمرود، التي اكتُشفت في نفس الوقت ولكن تم تحديدها على أنها فينيقية بعد بضع سنوات. ومع ذلك، فإن كل من الأوعية والعاج يشكلان تحديًا كبيرًا حيث لم يتم العثور على أي أمثلة لأي منهما - أو أي قطع أثرية أخرى ذات ميزات مكافئة - في فينيقيا أو المستعمرات الكبرى الأخرى (مثل قرطاج ومالطا وصقلية). درس جلين ماركوي المجموعة الكاملة بالتفصيل في عام 1985.
تحتوي الأوعية على مشاهد صيد ومعارك وحيوانات، تحمل تأثرًا واضحًا بالفن الآشوري والمصري. ويُعتقد أنها صُنعت باستخدام تقنيات النقش البارز والمطاردة ، بالإضافة إلى النقش البارز وتشكيل المعادن.  

## الاكتشاف والتحديد

### أوعية نمرود

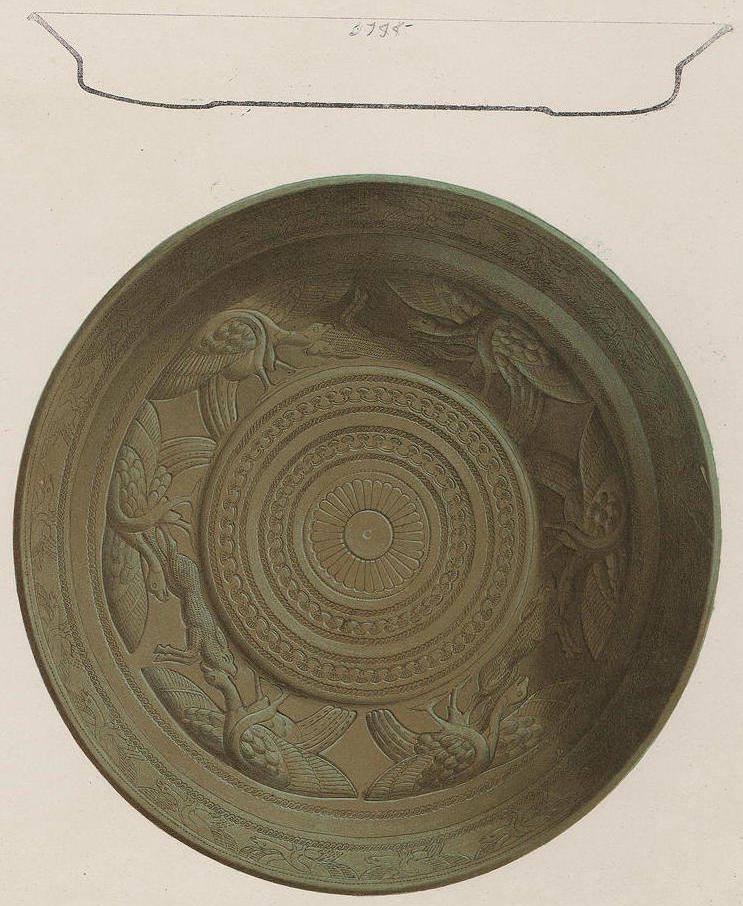
أول نشر للأوعية المعدنية الفينيقية، بقلم أوستن هنري لايارد في عام 1853. هذا هو واحد من 16 وعاء معدني من نمرود يحمل نقشًا فينيقيًا (انظر الحروف في الرسم التخطيطي العلوي للملف الجانبي). توجد حاليًا في المتحف البريطاني تحت رقم 19؛ وقد نُشر نقشها لاحقًا تحت رقم CIS II 1.49.

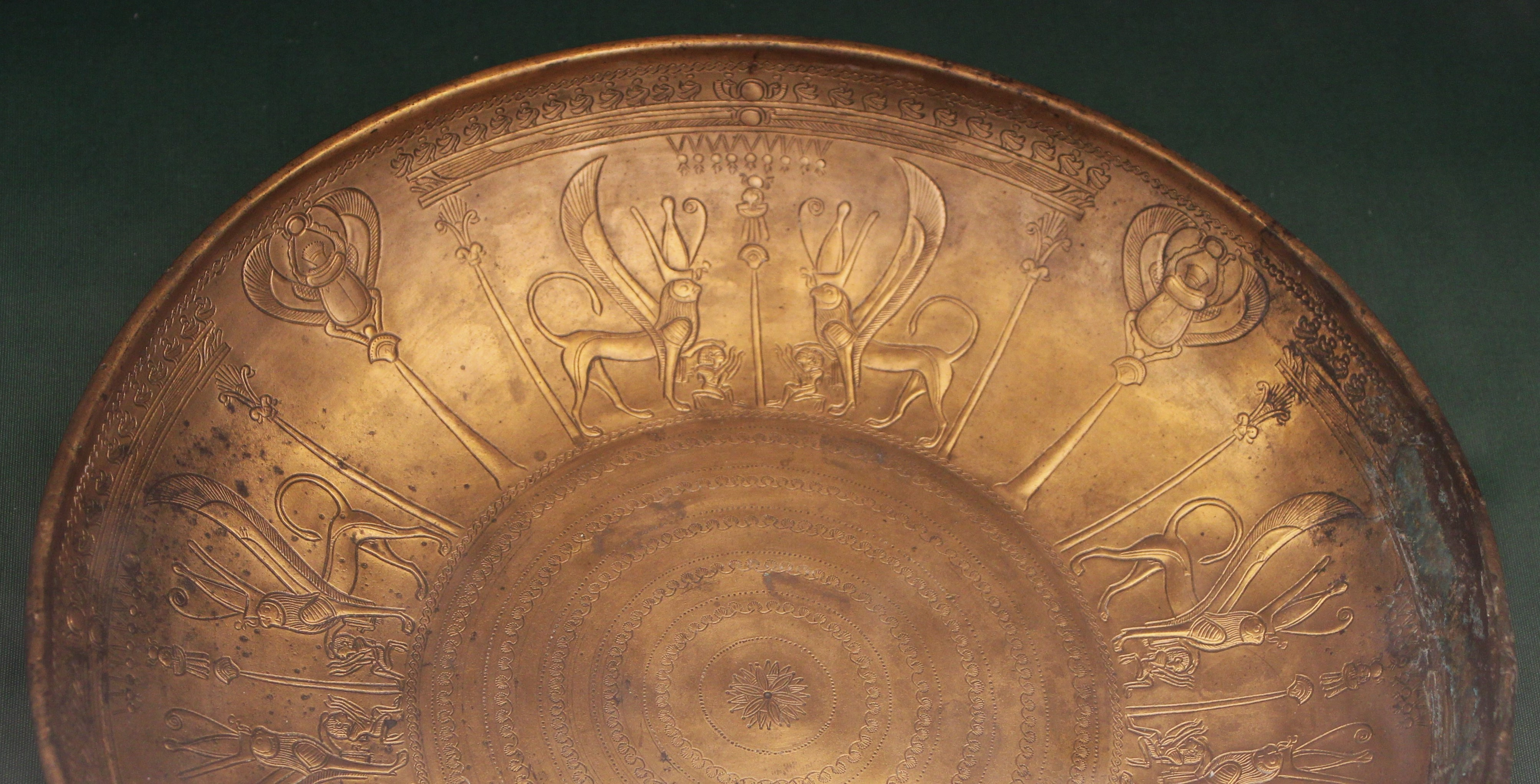
تفاصيل أحد أوعية نمرود ذات الزخارف المصرية المعروضة في المتحف البريطاني، حوالي عام 1800. القرنين التاسع والثامن قبل الميلاد

تم اكتشاف أول أوعية من هذا النوع والتي تم نشرها على نطاق واسع في نمرود عام 1849 بواسطة أوستن هنري لايارد، وكان عدد منها يحتوي على نقوش قصيرة بالأبجدية الفينيقية. وقد وصفهم لايارد على النحو التالي، معرّفًا إياهم على أنهم فينيقيون بالإشارة إلى القصص التوراتية عن حيرام الأول، الذي وُصف بأنه صانع برونز ماهر، ووعاء الخلط الفضي الصيدوني الموصوف في الكتاب 23 من إلياذة هوميروس. ولكن لا دليل على هذا

### بولينج قبرص
وفي نفس الوقت تقريبًا، تم العثور على اثني عشر وعاءً فضيًا من نفس النوع في قبرص. وقد فقدت عشرة من الأوعية، ويُعتقد أنه تم صهرها للحصول على المعدن الذي كانت تحتوي عليه. وقد تم الحصول على القطعتين المتبقيتين من قبل تجار الآثار، وفي وقت لاحق تم إهداؤهما - بشكل منفصل - إلى متحف اللوفر.

### مقابر إتروسكانية

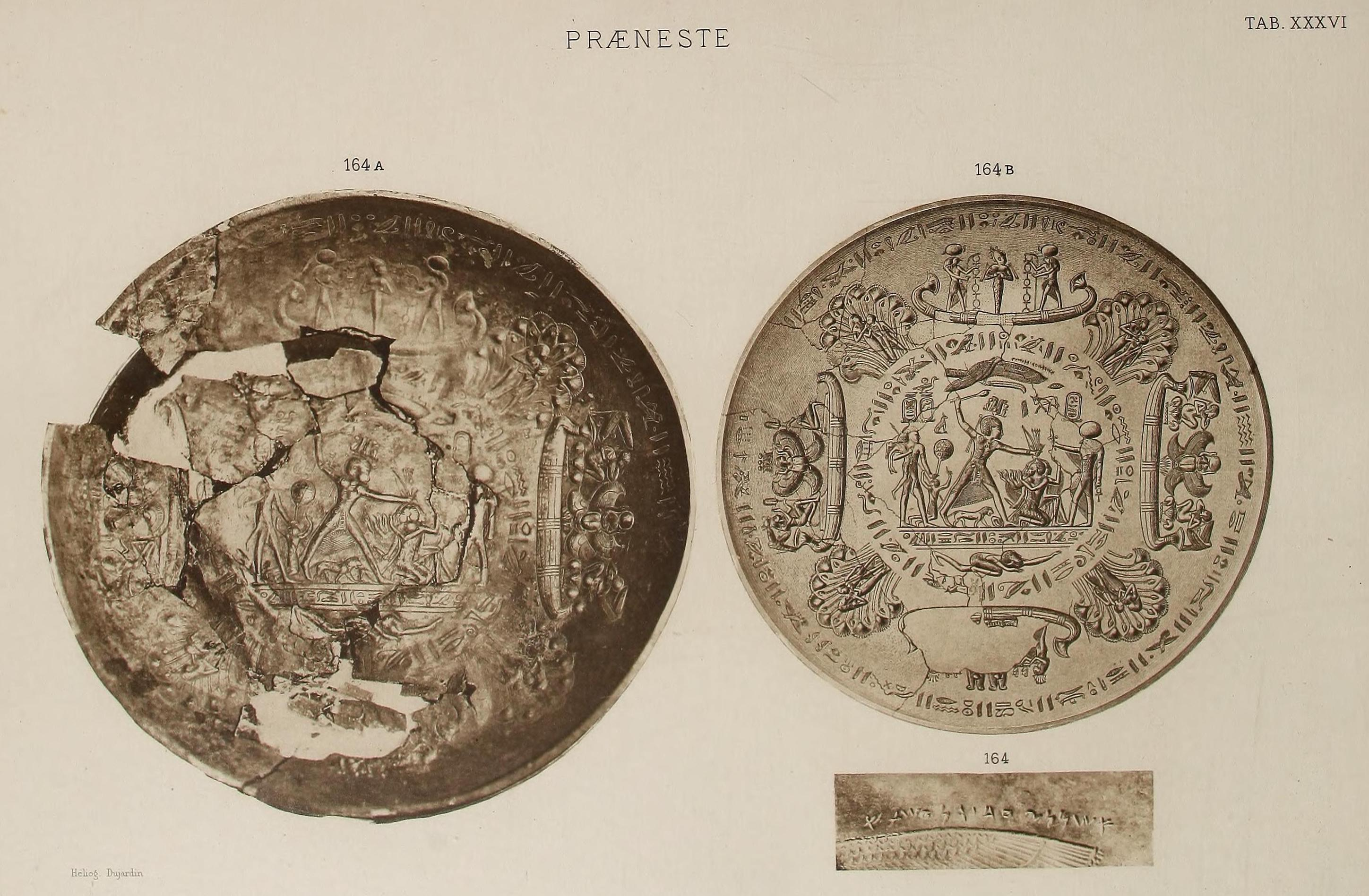
نُشرت في المجلد الأول من مدونة النقوش السامية كنقش CIS I 164. الأصل موجود في المتحف الوطني الأتروسكاني

تم العثور على أول أوعية فينيقية تم اكتشافها في العصر الحديث في عام 1836 في مقبرة ريجوليني جالاسي في مقبرة بانديتاشيا في تشيرفيتيري، حوالي 50 كم شمال روما، ونشرها لويجي جريفي في عام 1841. ومع ذلك، لم تكن هذه الآثار معروفة على نطاق واسع في وقت اكتشافات لايارد في نمرود عام 1849، ولم يتم الربط المحدد بين هذه الآثار والأوعية الفينيقية إلا في عام 1876 بعد اكتشاف تومبا باربيريني.

## معرض الصور

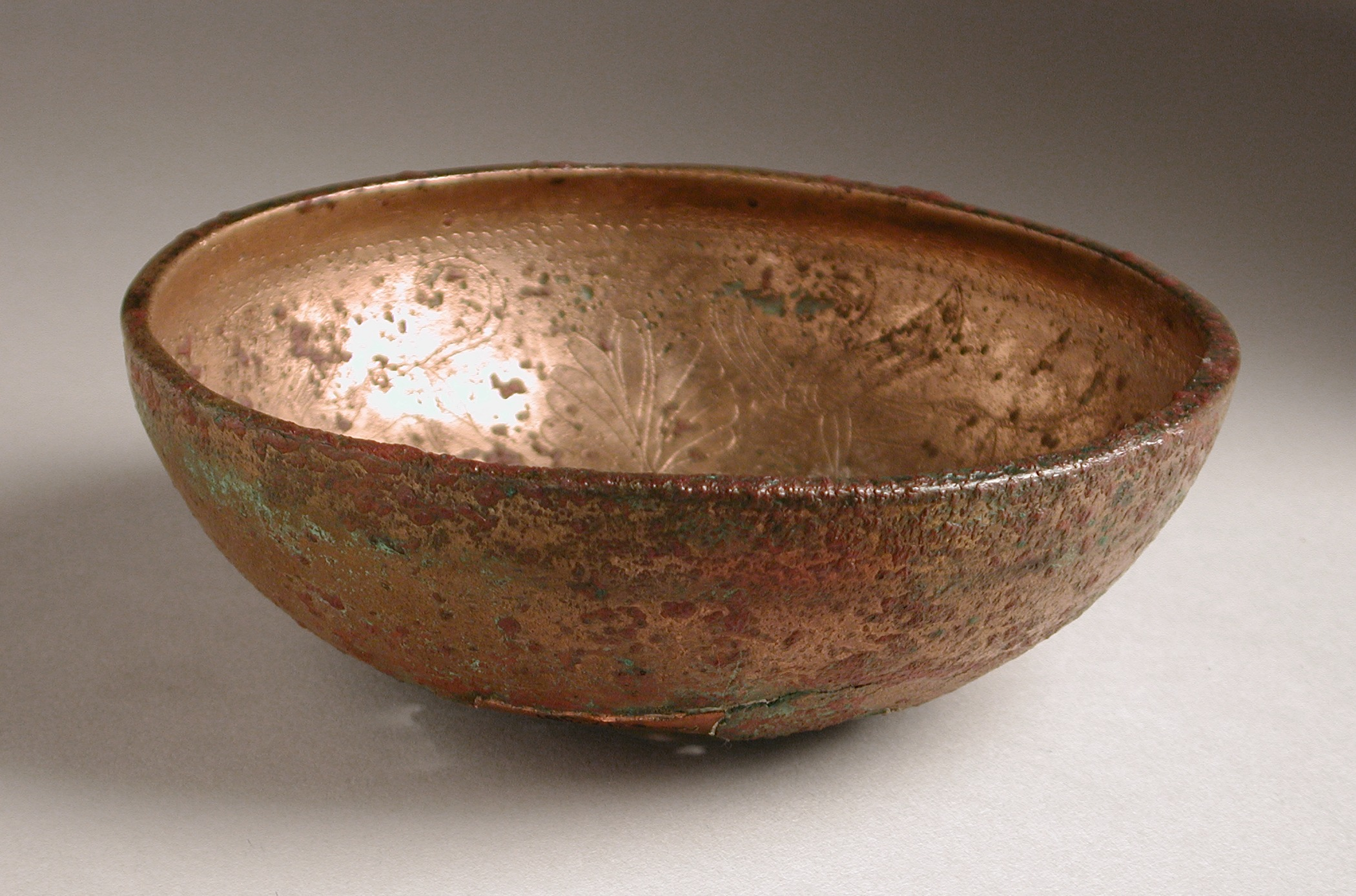
متحف مقاطعة لوس أنجلوس للفنون
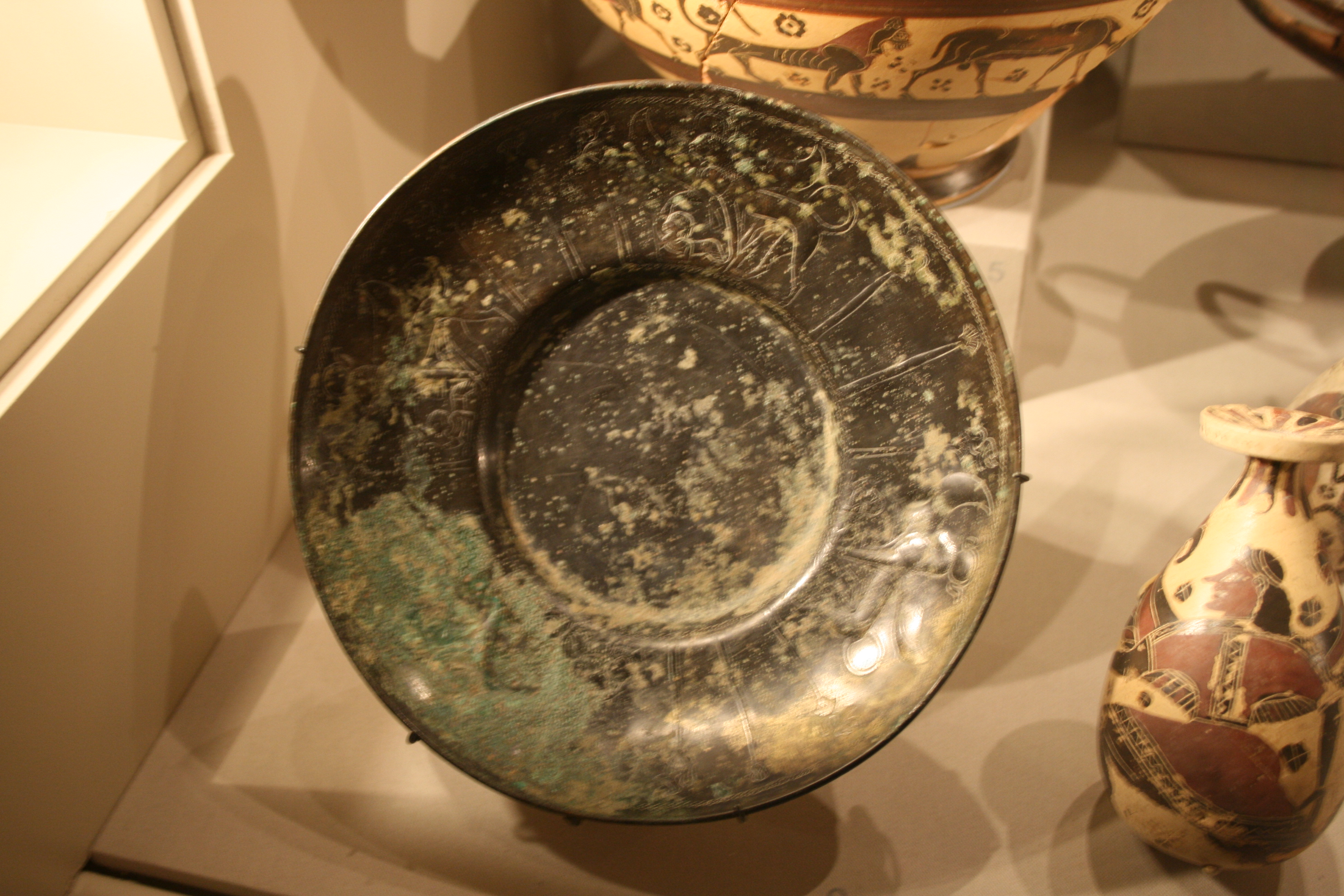
متحف مايكل سي كارلوس[الإنجليزية] ، أتلانتا
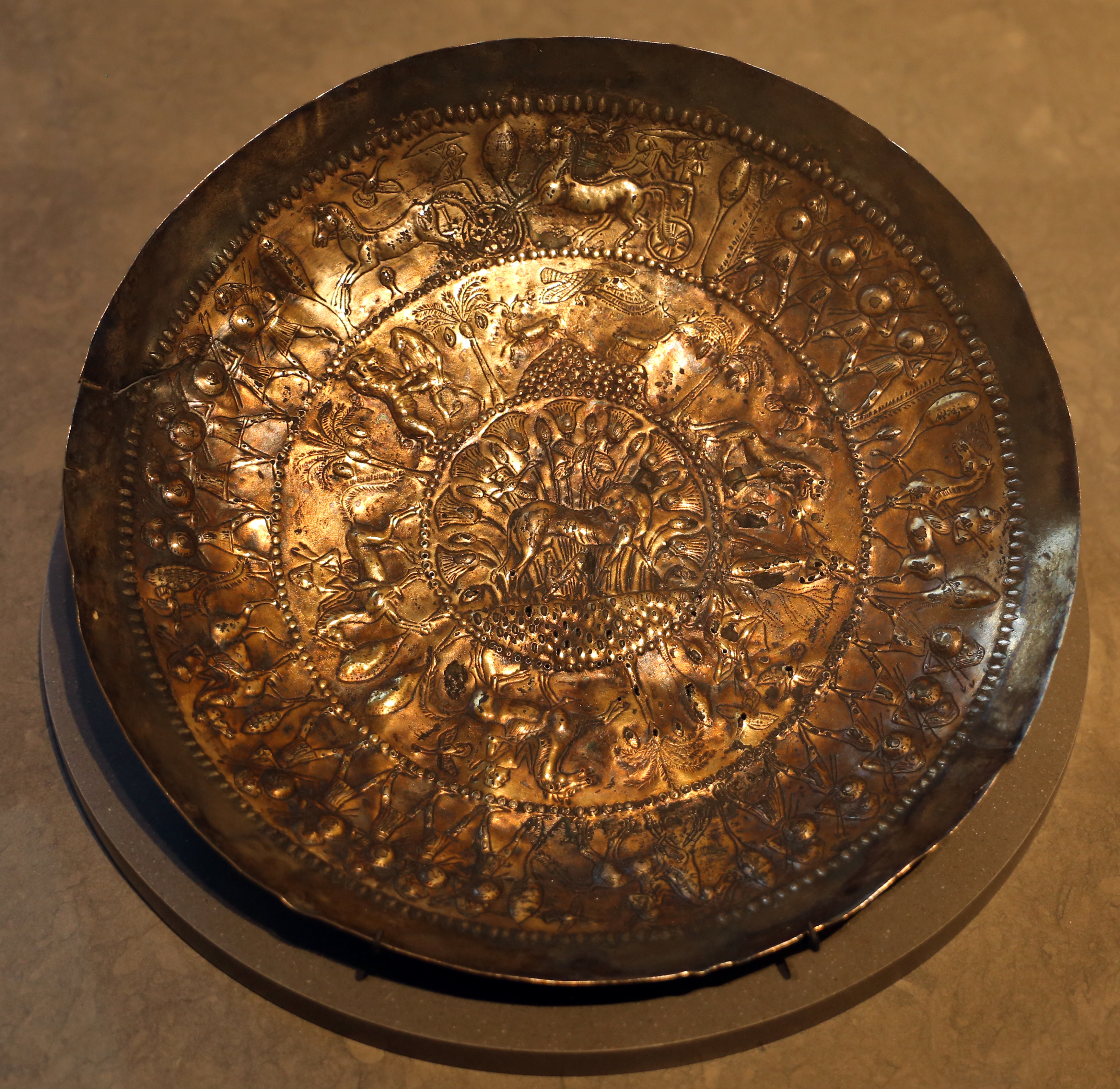
المتحف الوطني الهولندي للآثار (رقم التعريف: B 1943/9.1 )
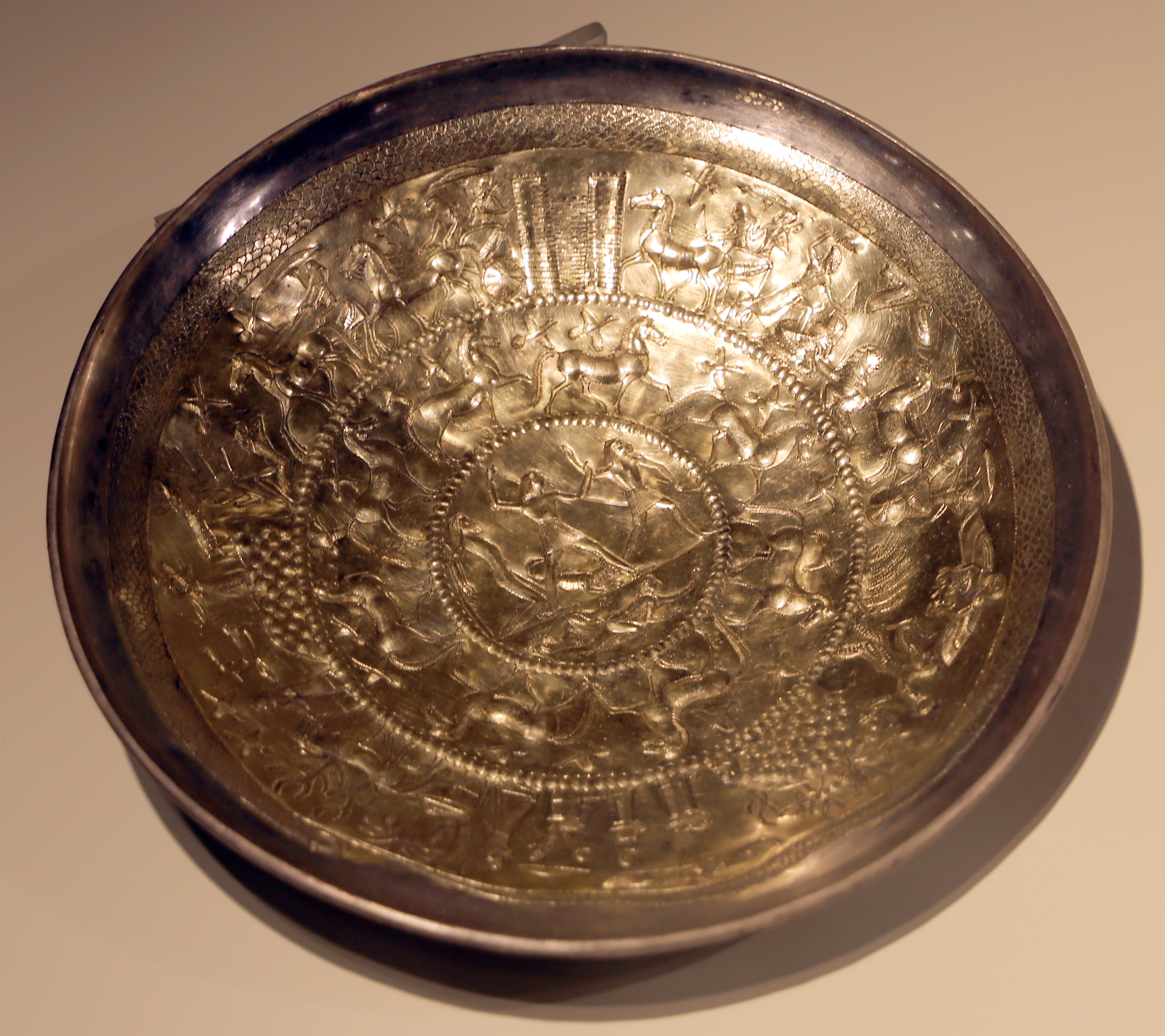
المتحف الوطني الأتروسكاني[الإنجليزية]، من تومبا برنارديني (انظر الرسم الأصلي من عام 1876 هنا )
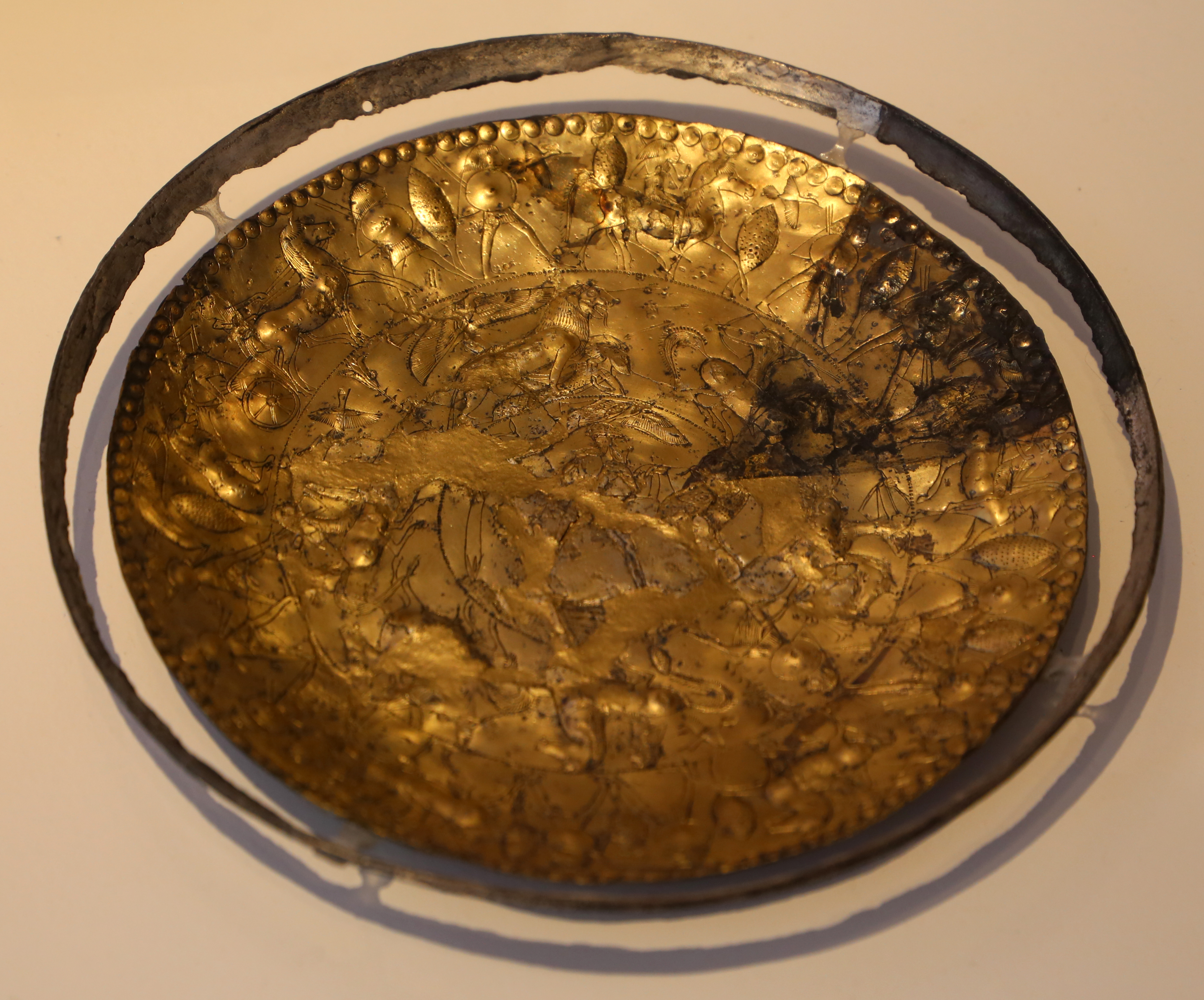
المتحف الوطني الأتروسكاني[الإنجليزية] من تومبا باربيريني (انظر الصورة من عام 1925 هنا )
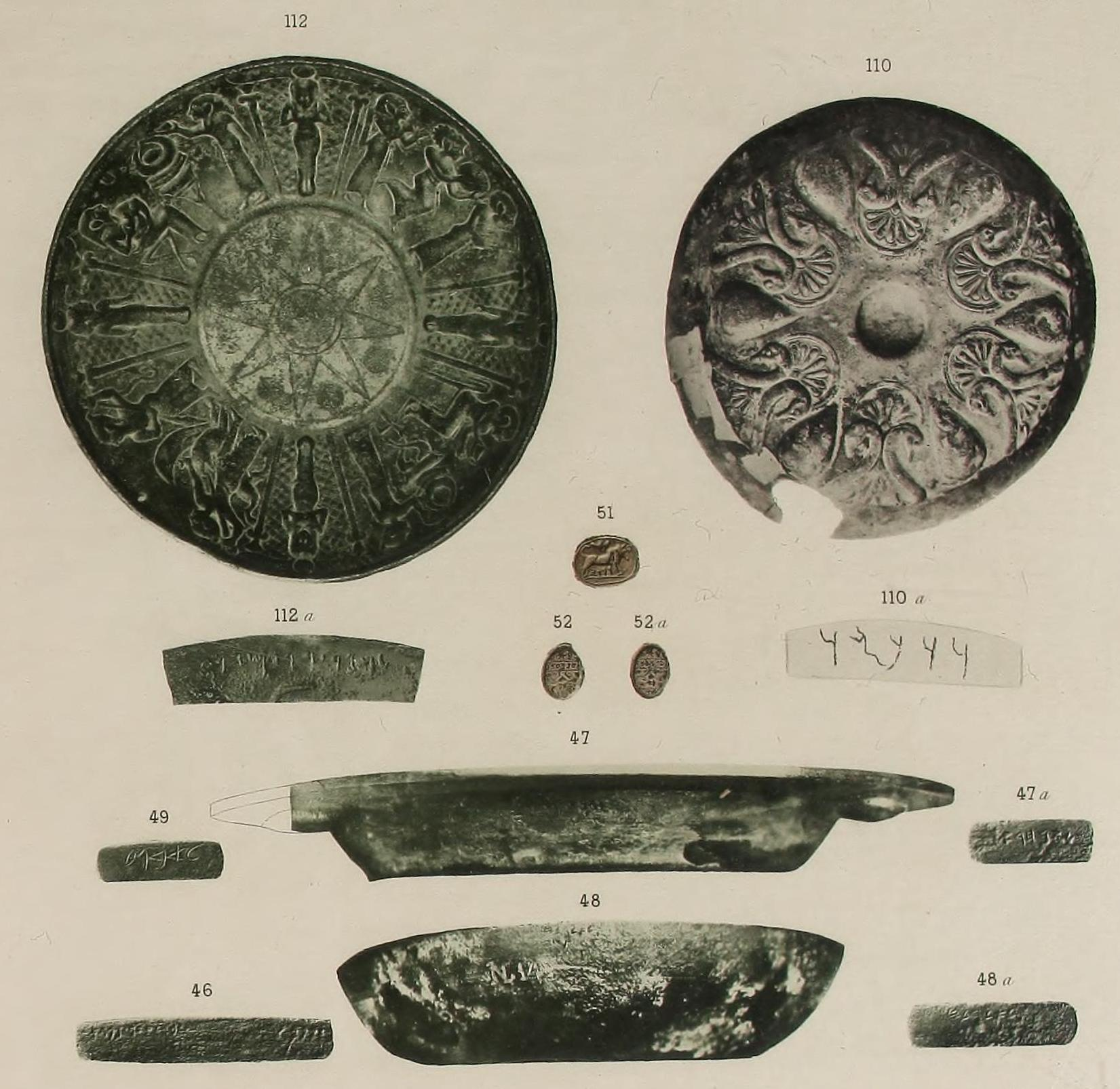
الأوعية في مجموعة نقوش السيميائية الثانية؛ يُظهر أسفل الصفحة جوانب أوعية نمرود المنقوشة
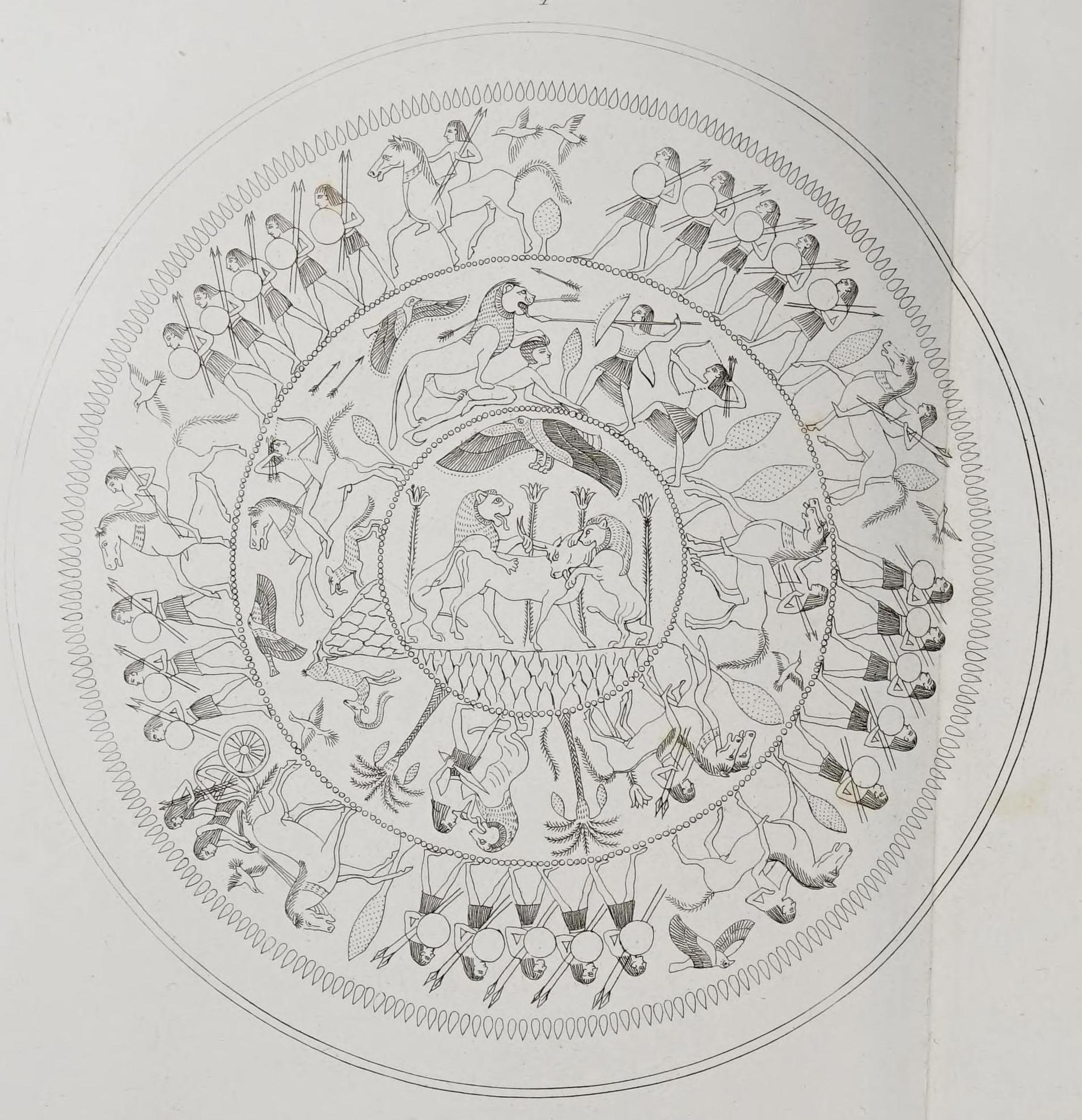
من مقبرة ريجوليني جالاسي[الإنجليزية]
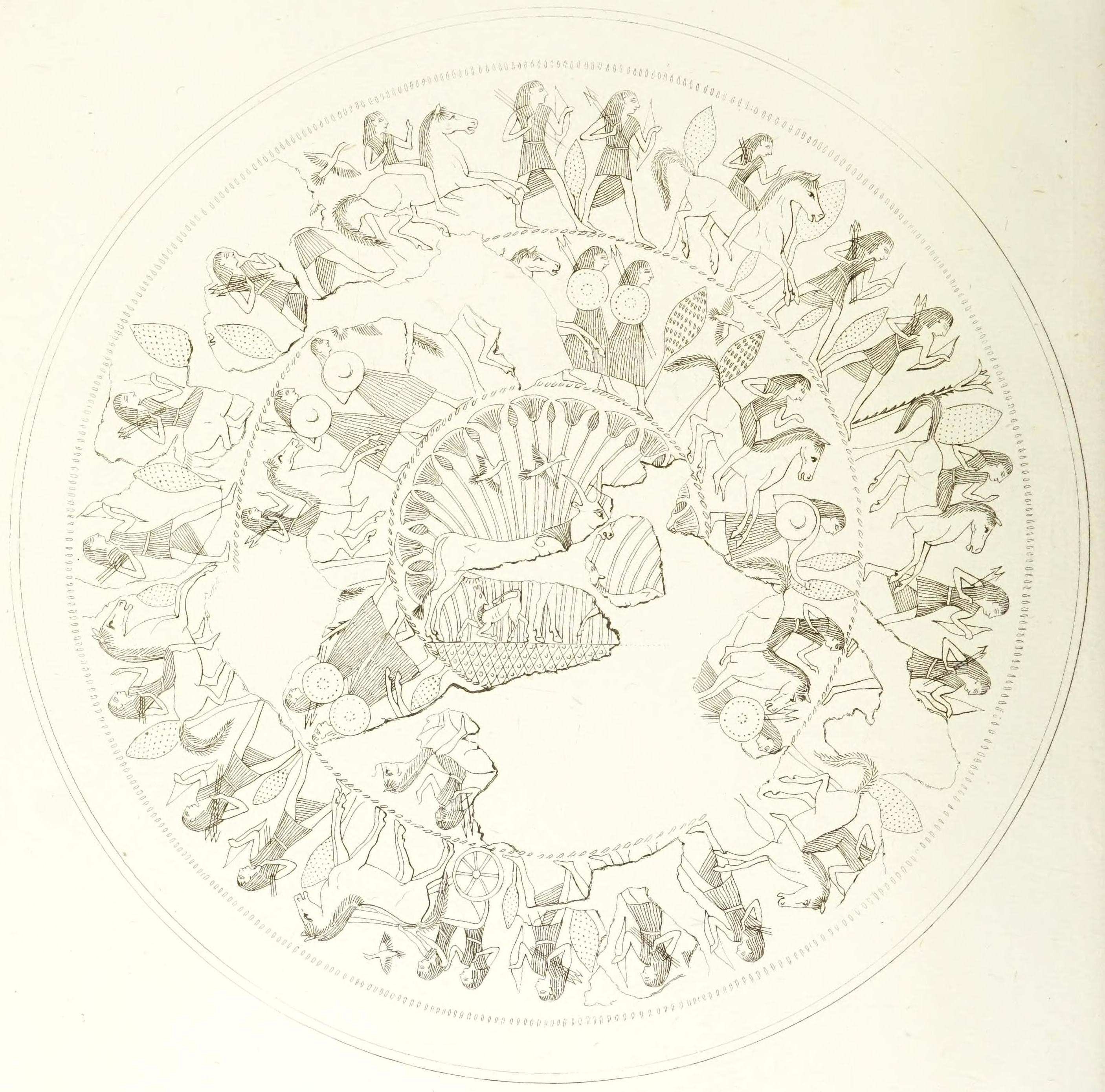
من مقبرة ريجوليني جالاسي[الإنجليزية]
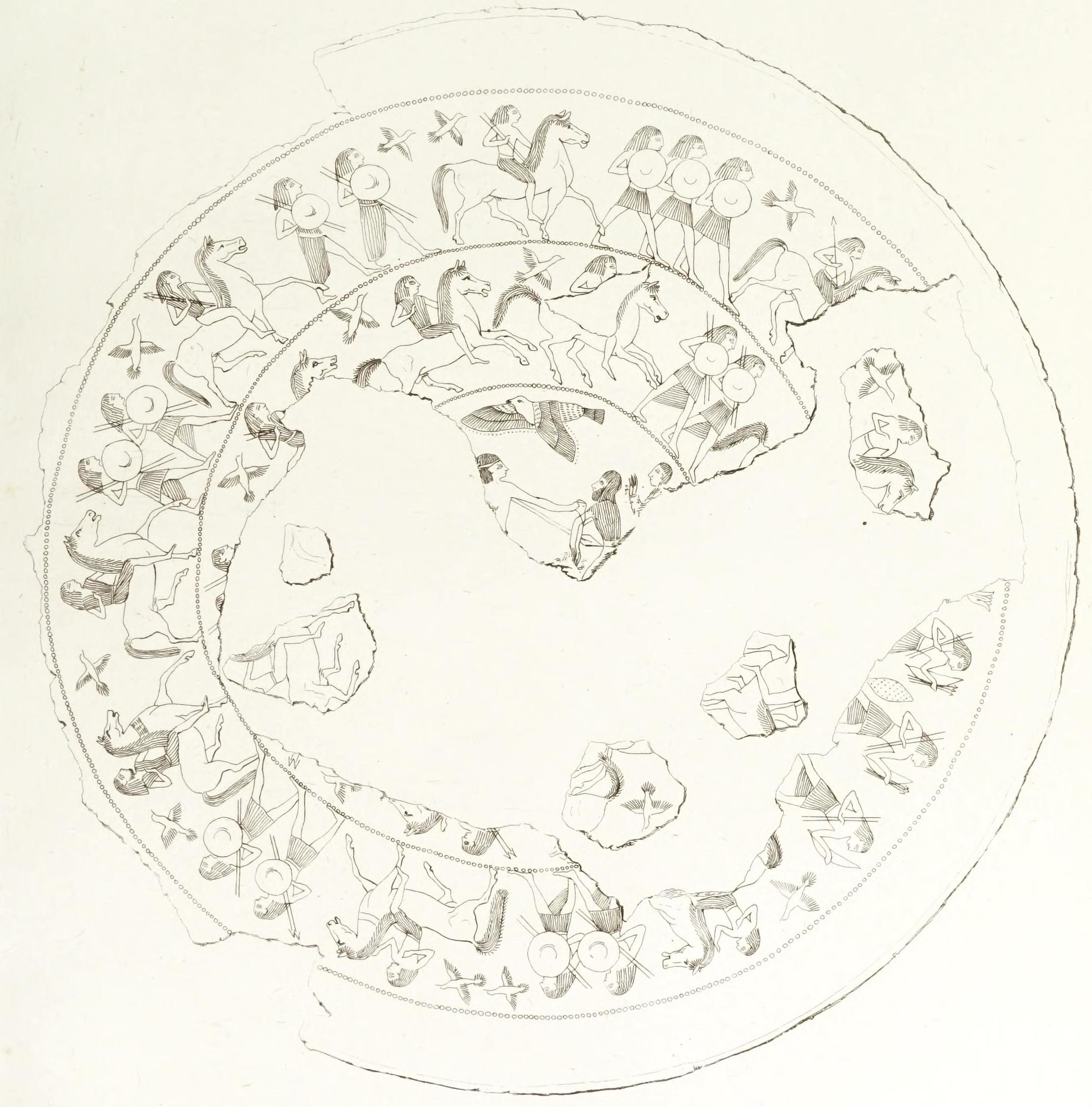
من مقبرة ريجوليني جالاسي[الإنجليزية]
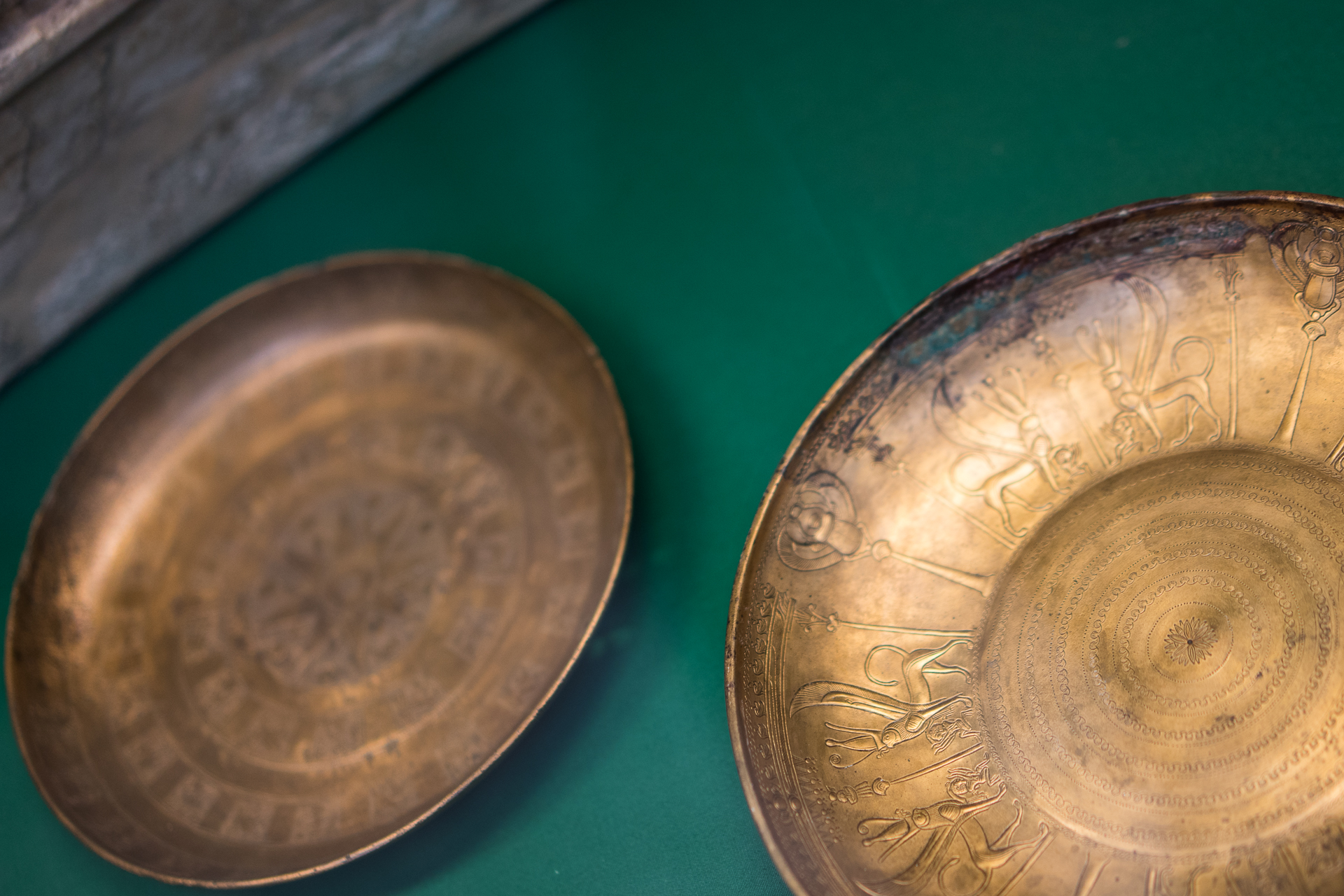
وعاءان برونزيان فينيقيان من نمرود معروضان في المتحف البريطاني
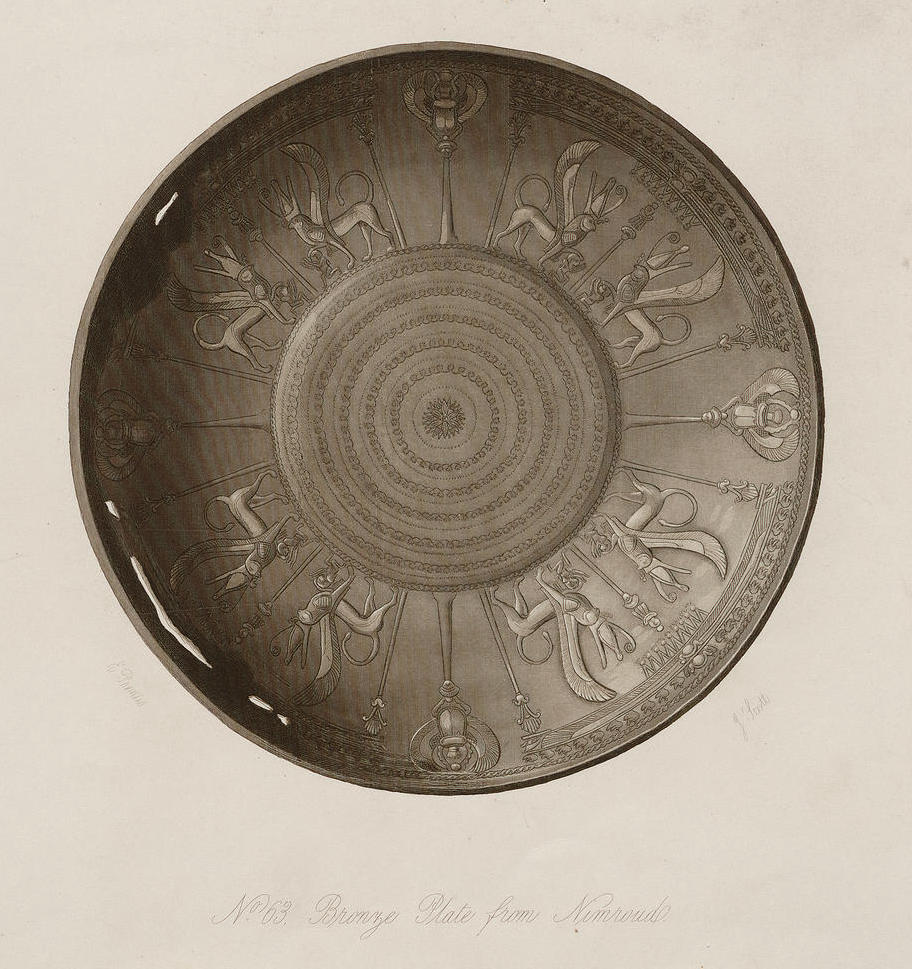
من نمرود (انظر الأصل في المتحف البريطاني: BM 115505 )
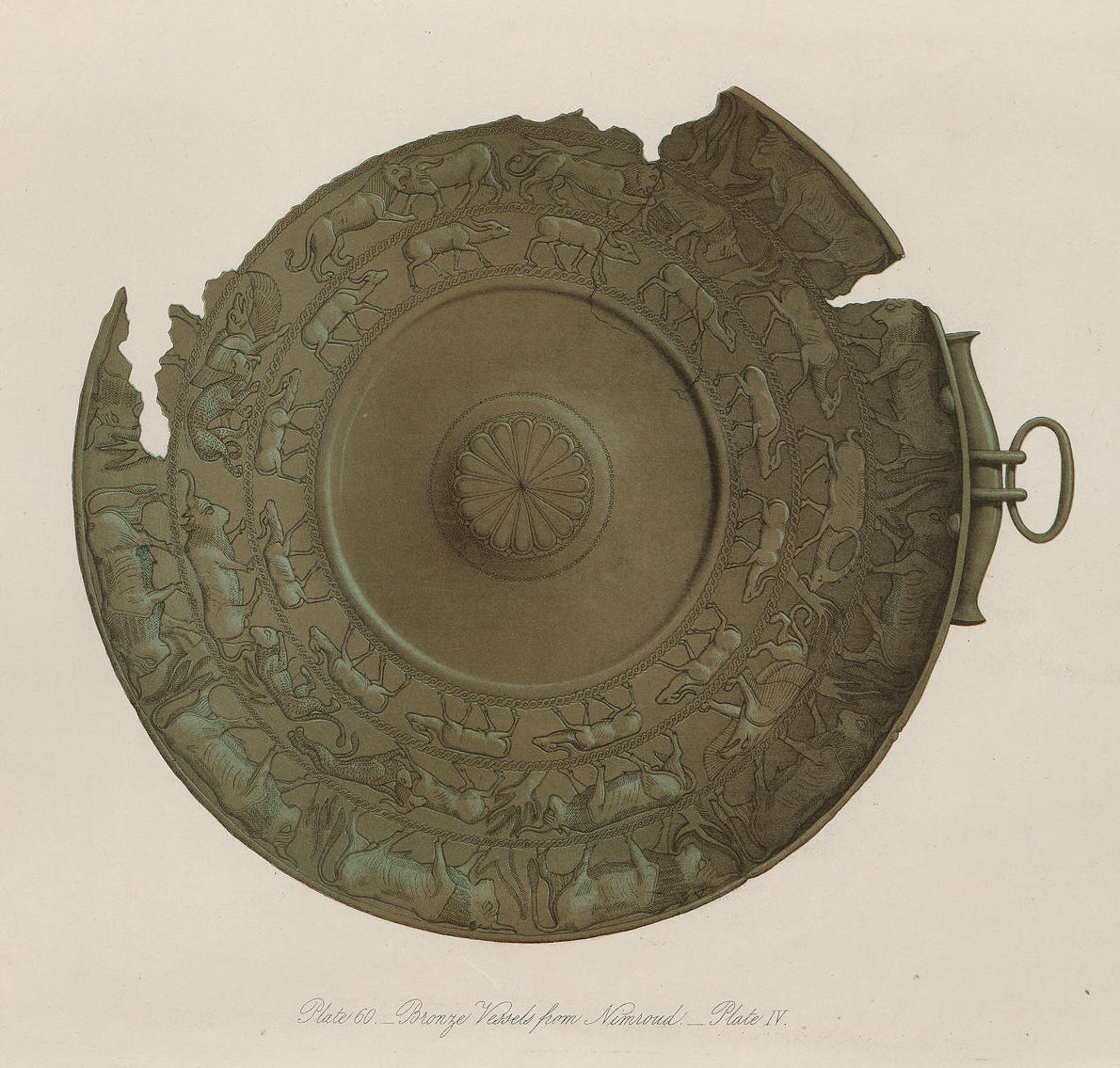
من نمرود (انظر الأصل في المتحف البريطاني: BM N.29 )
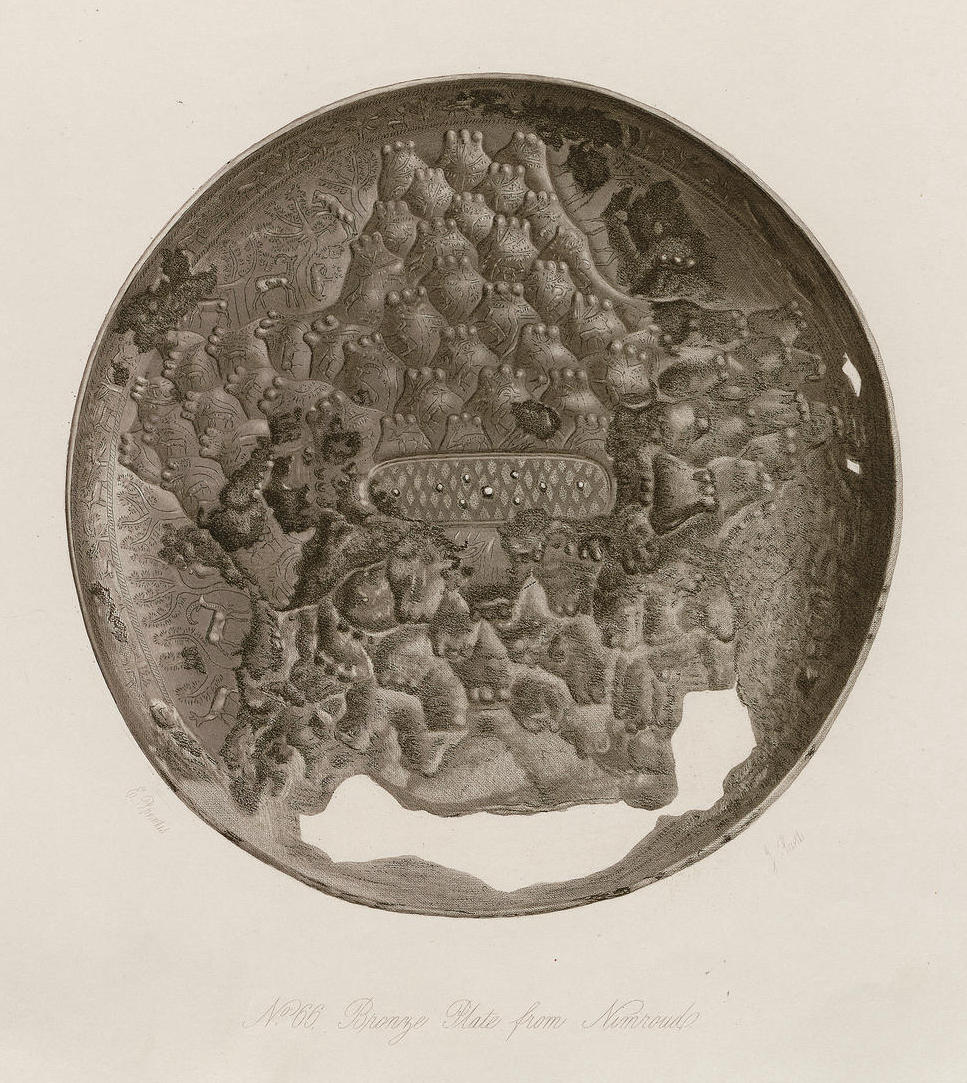
من نمرود (انظر الأصل في المتحف البريطاني: BM 115503 )
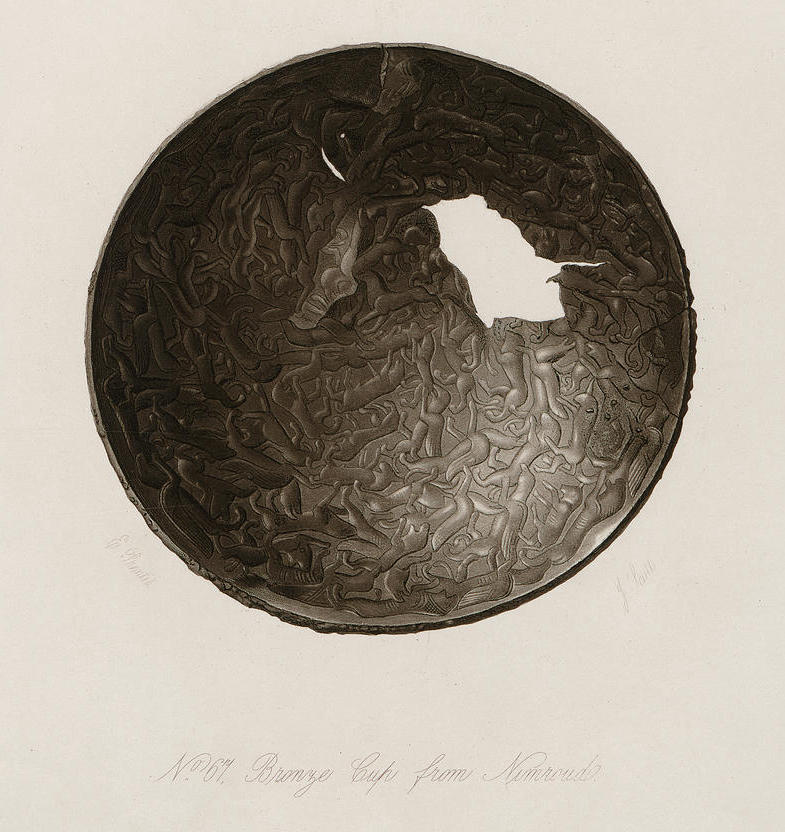
من نمرود (انظر الأصل في المتحف البريطاني: BM N.10 )
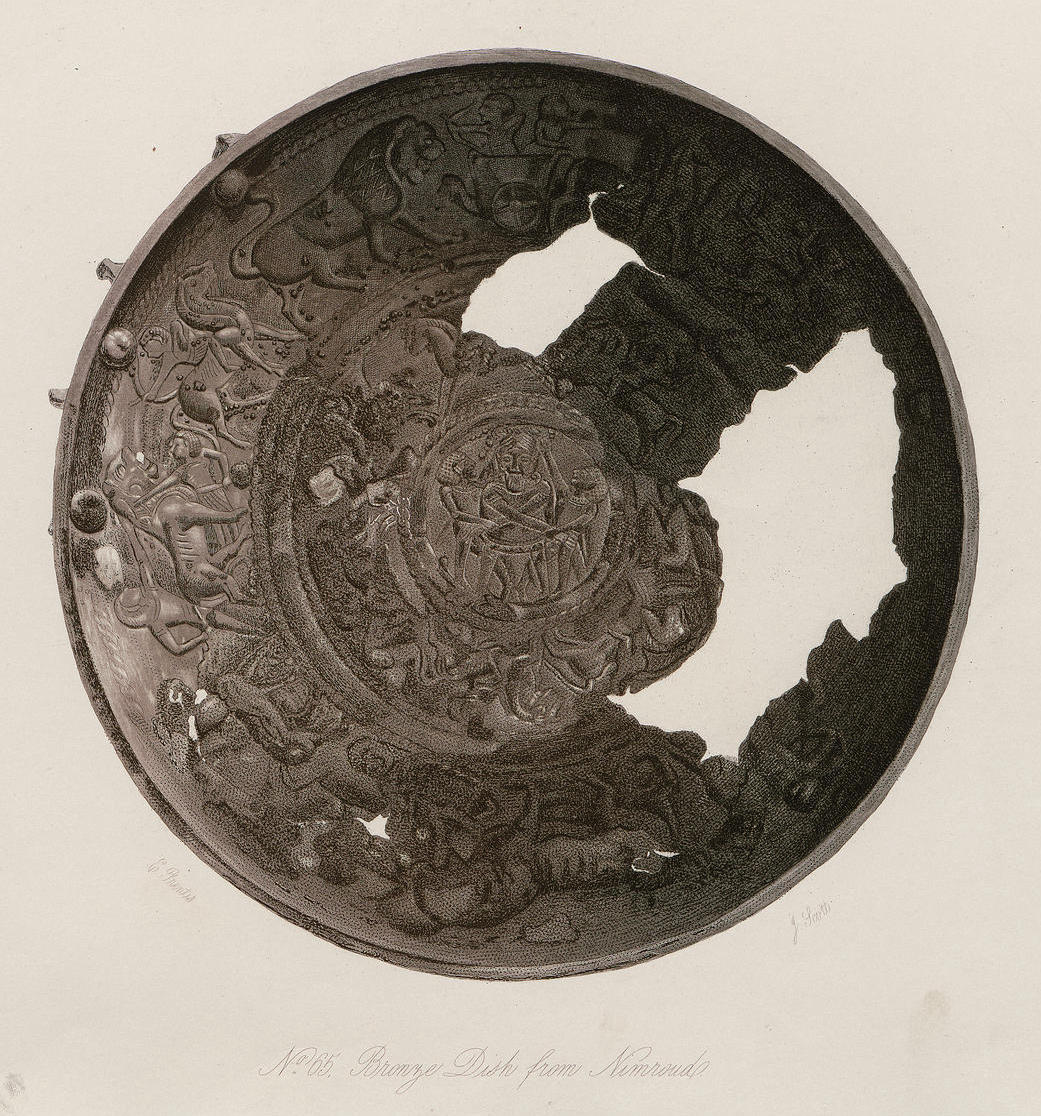
من نمرود
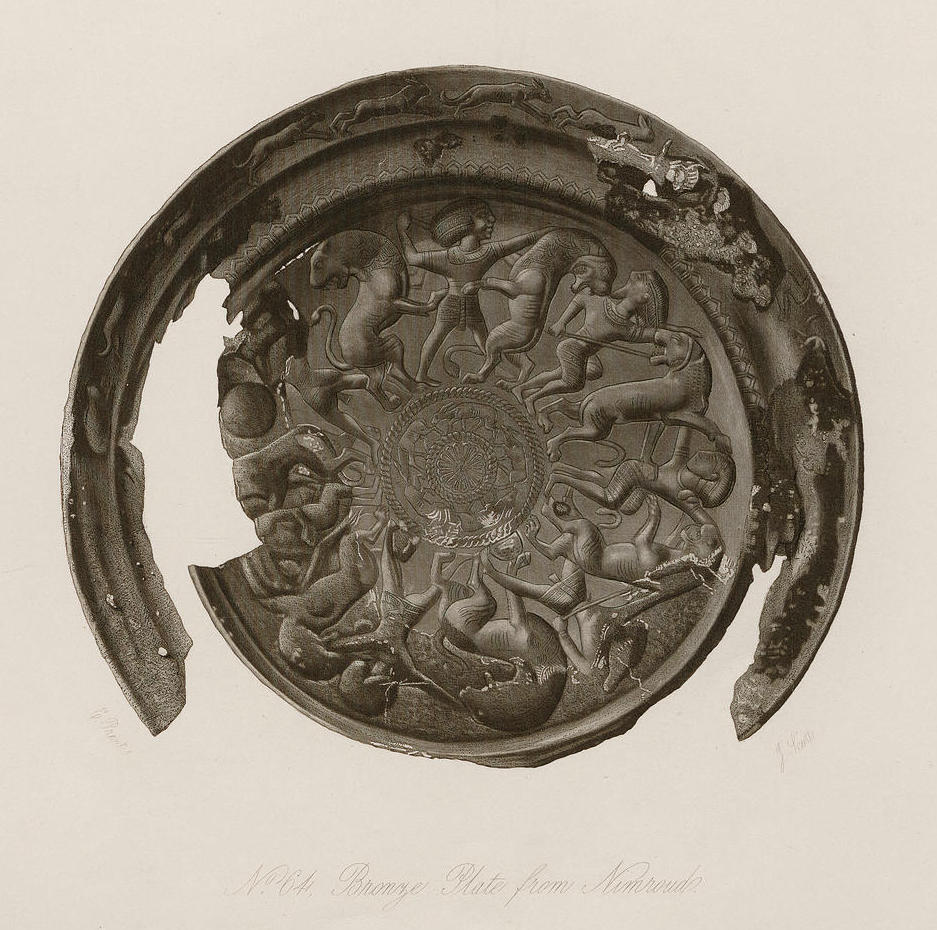
من نمرود
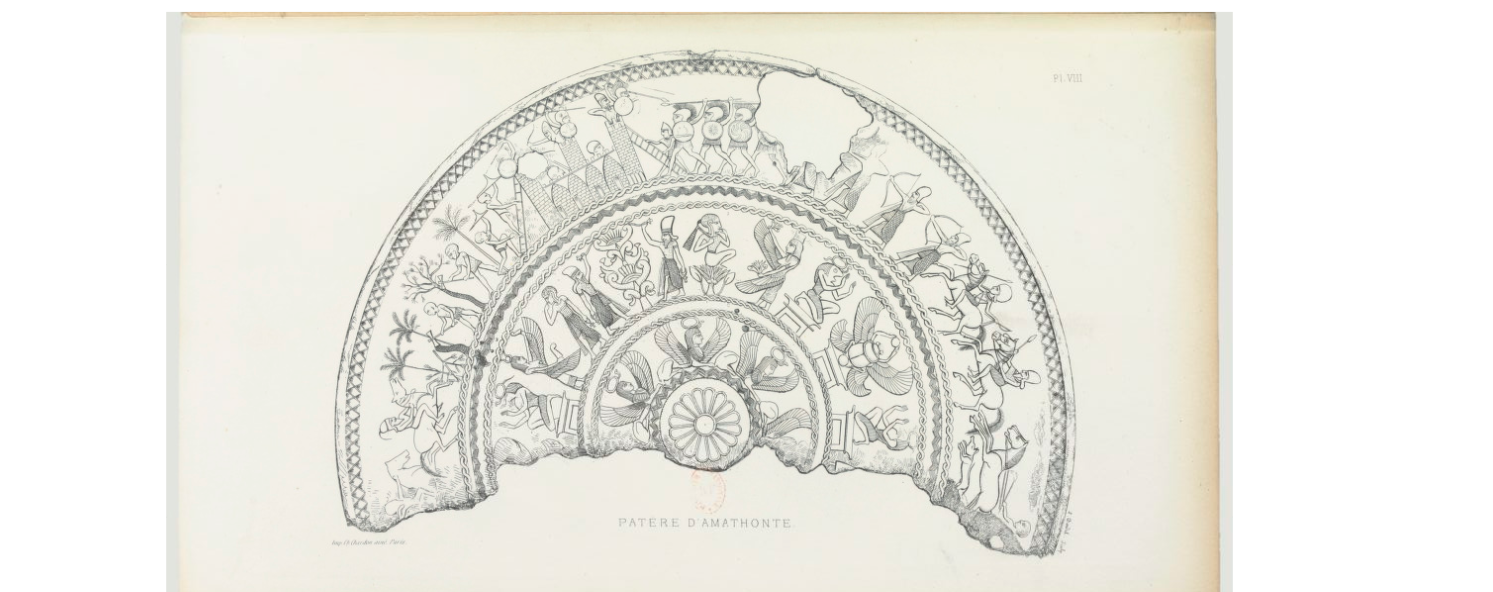
رسم توضيحي لوعاء أماثوس الفضي في المتحف البريطاني
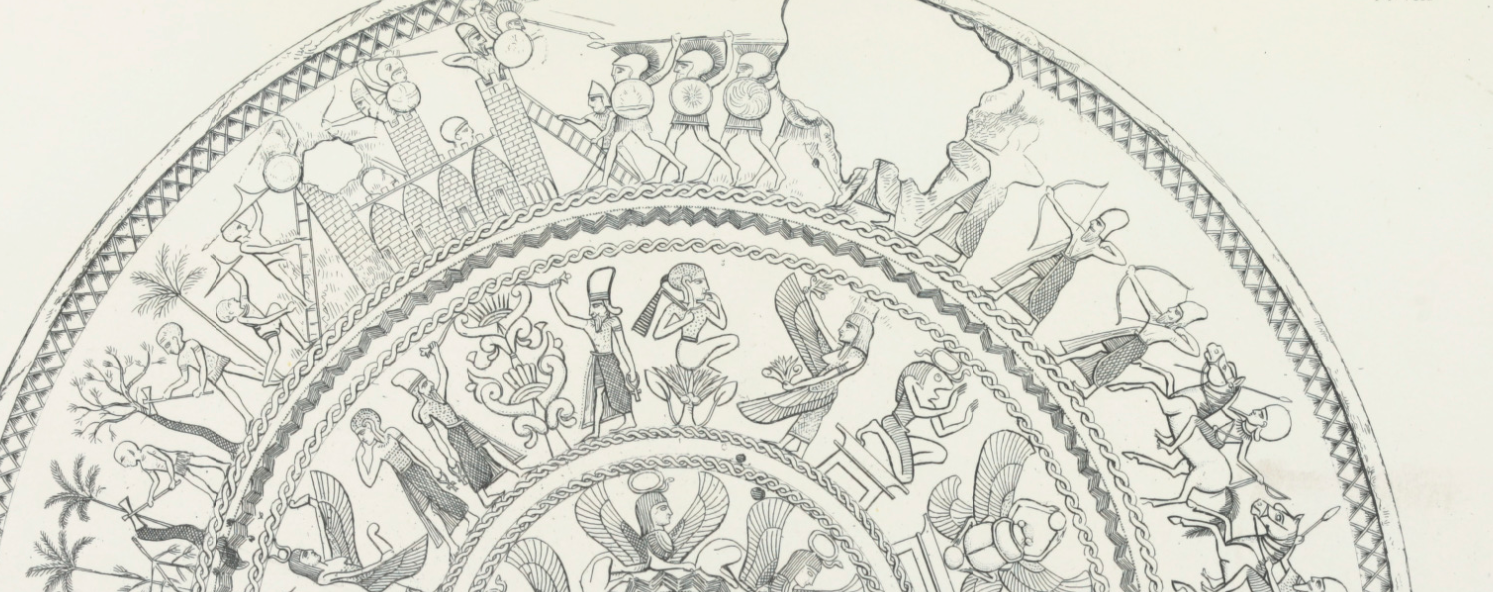
تفاصيل وعاء أماثوس
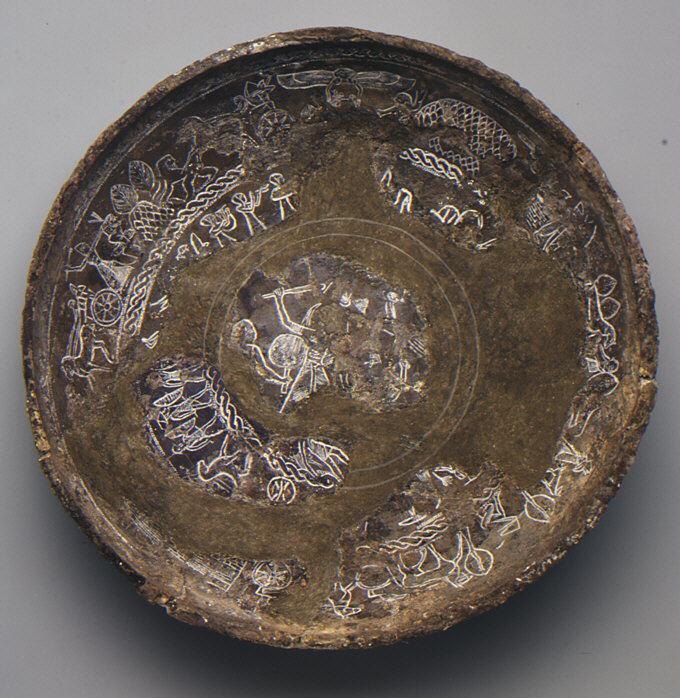
من مجموعة سيسنولا في متحف متروبوليتان للفنون
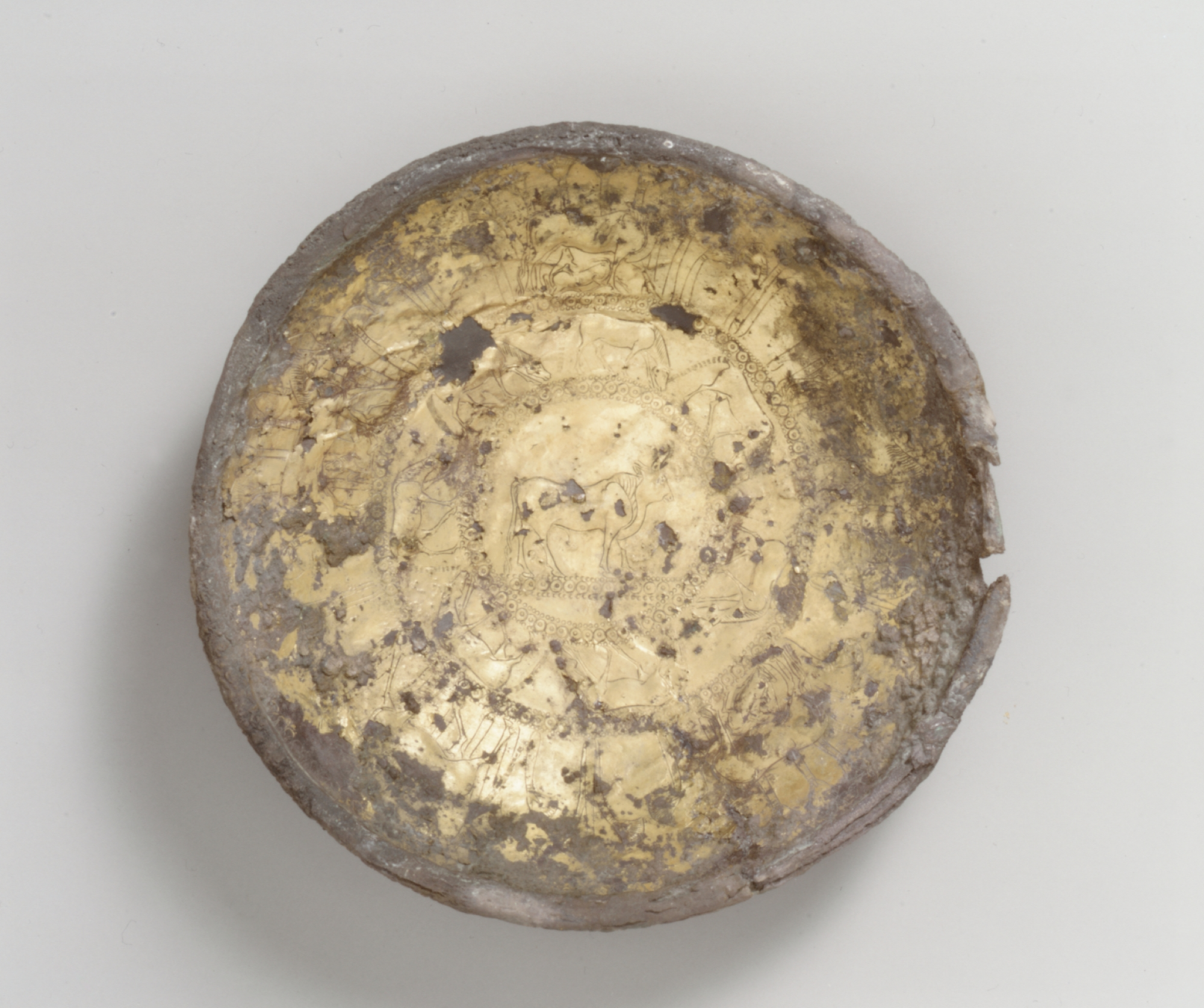
من مجموعة سيسنولا في متحف متروبوليتان للفنون
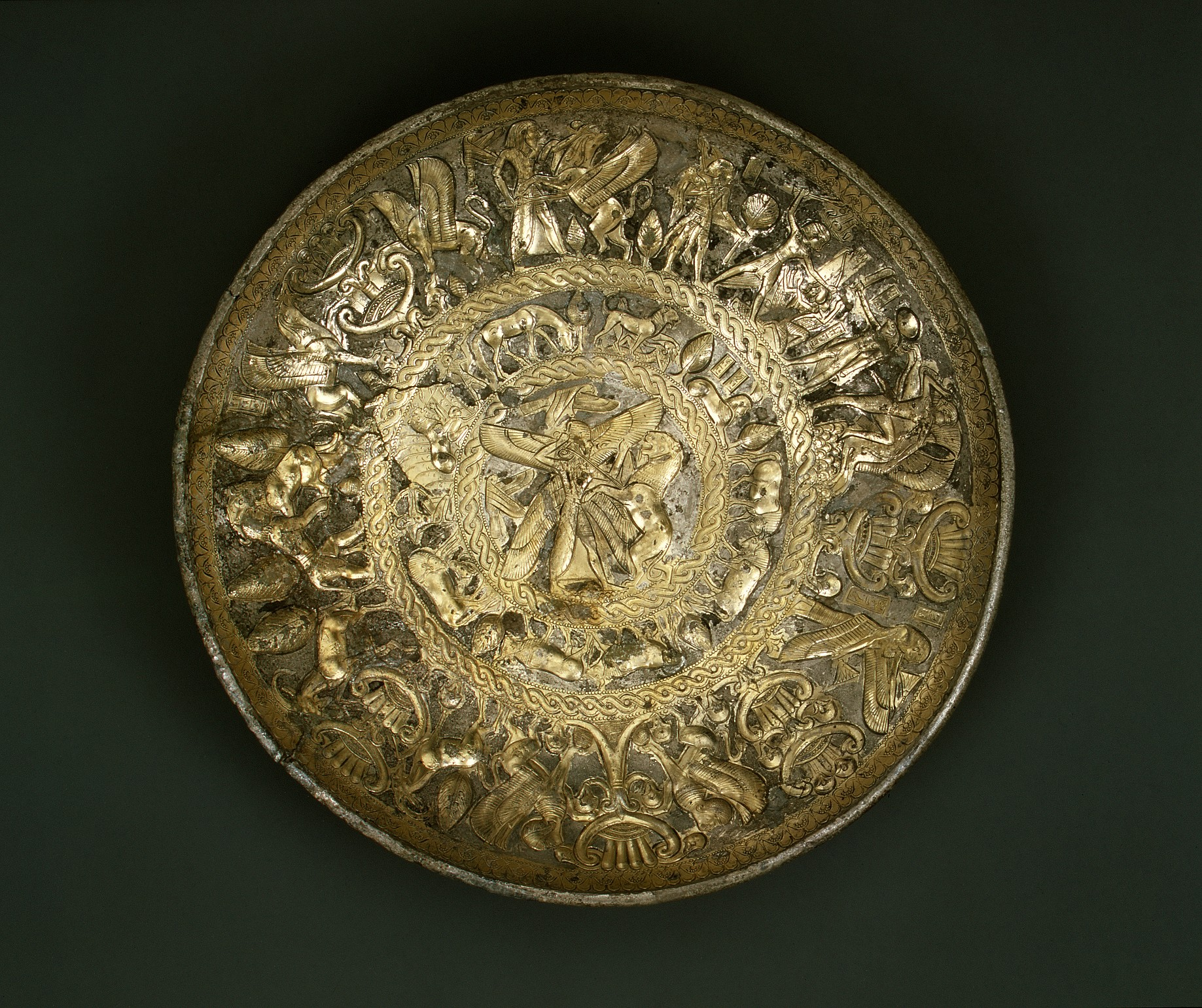
من مجموعة سيسنولا في متحف متروبوليتان للفنون
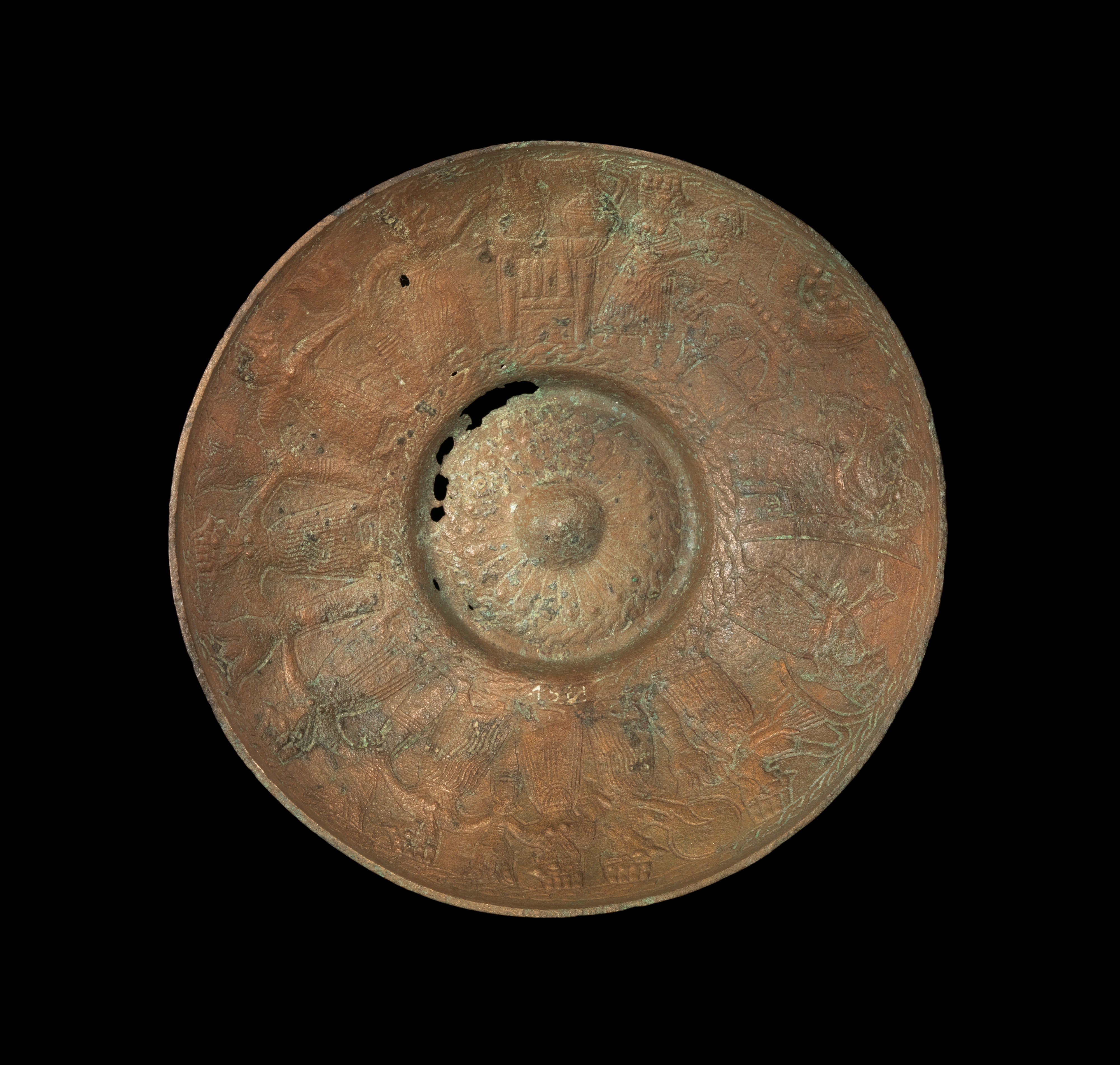
من مجموعة سيسنولا في متحف متروبوليتان للفنون
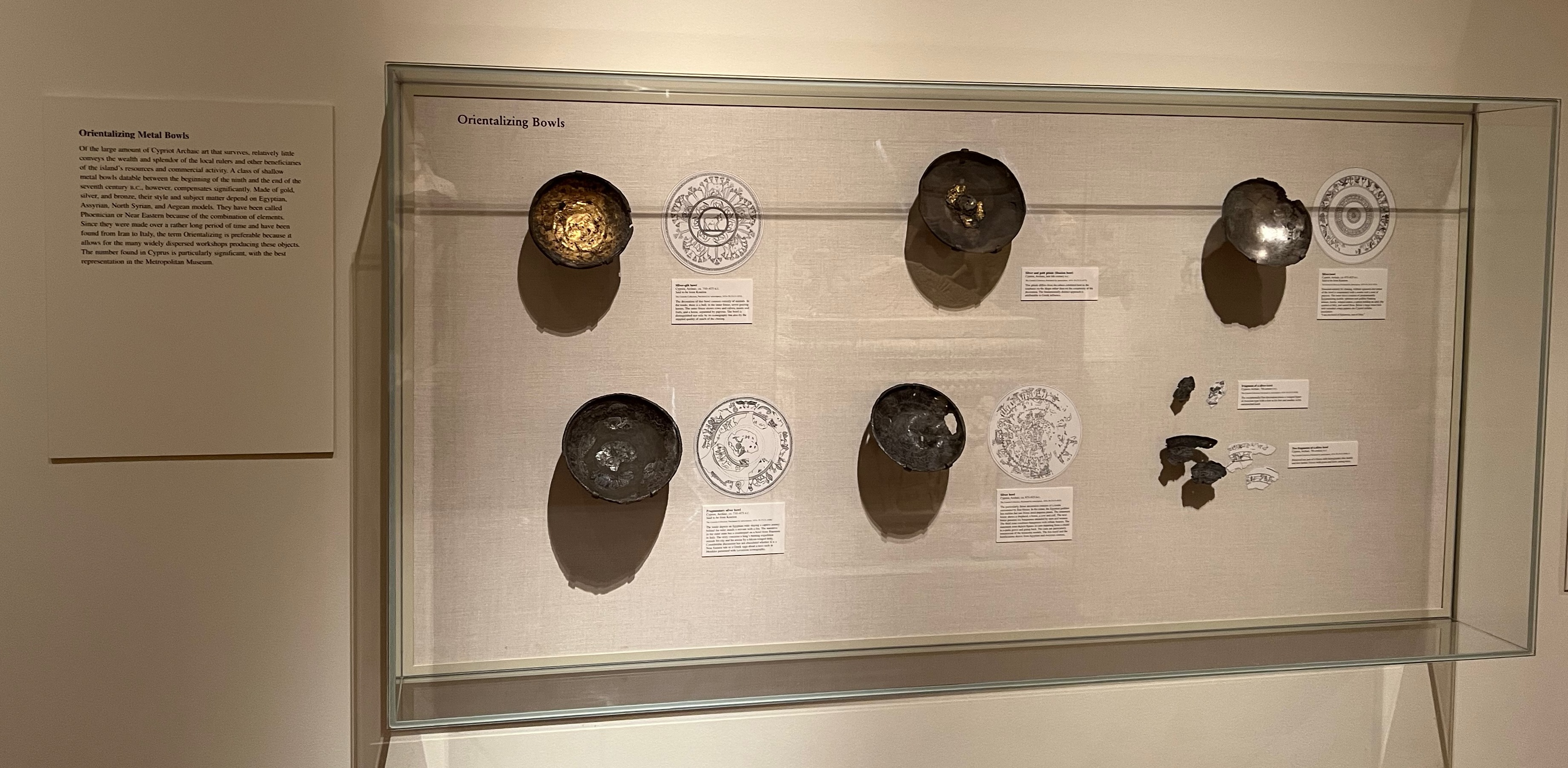
عرض في متحف متروبوليتان للفنون
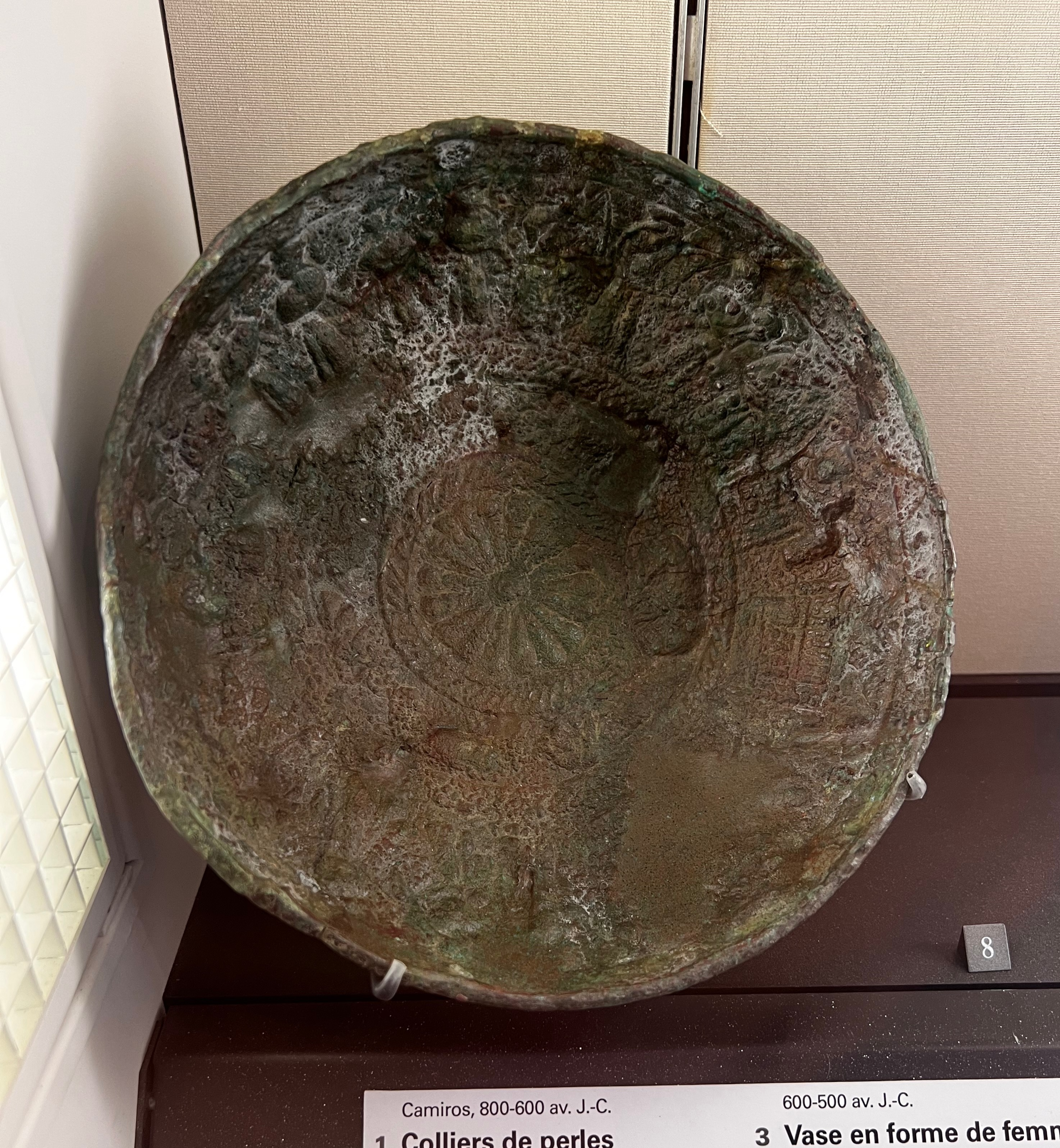
معروض في متحف اللوفر (AO 4702)، من إسبرطة . وُصف بأنه "وعاء فينيقي: يُمكن تشبيه هذا الوعاء بالأوعية الفضية الفينيقية".